# Попов, Борис Николаевич (философ)
Борис Николаевич Попов (30 июня 1938 — 27 февраля 2011) — советский и российский учёный, философ, доктор философских наук, заведующий кафедрой культурологии, культуролог, социолог, эстетик, литературный критик. Заслуженный деятель науки Республики Саха (Якутия), академик Российской академии социальных наук, член Союза писателей СССР и Союза журналистов России, почетный гражданин Чурапчинского улуса.

## Биография
Родился Борис Николаевич 30 июня 1938 года в селе Чурапча в Якутии в семье колхозников. Завершив обучение в Арылахской и Кытанахской школах, поступил обучаться в Чурапчинское педагогическое училище, затем получил образование в Якутском педагогическом училище. Высшее образование получил в 1965 году, завершив обучение в Якутском государственном университете. Оставлен работать при кафедре философии. В 1971 году успешно защитил диссертацию на соискание ученой степени кандидата философских наук по теме: «Соотношение категорий счастья и смысла жизни». Был утверждён в должности руководителя социологических исследований Якутского научного центра, а затем с 1971 по 1975 годы являлся главным учёным секретарем Президиума Якутского научного центра. Трудился в институте гуманитарных исследований, был поэтапно старшим, ведущим научным сотрудником, а потом заведующим отделом социологии и права.
В 1989 году защитил диссертацию на соискание ученой степени доктора философских наук по теме: «Общее и национально-особенное в семейной культуре народов Севера-Востока России».
С 1991 года работал заведующим кафедрой культурологии Якутского государственного университета. В 2003 году за создание комплекса учебных пособий для студентов вузов ему была присуждена Государственная премия Республики Саха (Якутия) в области науки.
Б. Н. Попов увлечённо занимался исследованиями социально-философских и социально-демографических проблем института семьи (фамилистика). В 1955 и 2000 годах под его руководством впервые в России была разработана «Семейная политика Республики Саха (Якутия) в конце ХХ и начале XXI века: стратегия и тактика». За выдающиеся достижения в исследованиях социальных проблем института семьи Попову был вручен «Золотой Знак ООН».
Профессор является автором более 300 научных статей, 30 монографий, научно-популярных, публицистических, литературно-критических книг и учебных пособий, опубликованных в различных издательствах страны. Им были подготовлены доктора наук по философии и политологии, кандидаты наук по философии, культурологии, социологии и педагогике.
Концептуальная идея Б. Н. Попова «Экология души» превратилась в общественное движение, что послужило основой для создания первым президентом Республики Саха (Якутия) М. Е. Николаевым Академии духовности Республики Саха (Якутия).